# House of Memories
«House of Memories» (с англ. — «Дом воспоминаний») — песня американской рок-группы Panic! At the Disco. Была выпущена 15 января 2016 года в качестве десятого трека пятого студийного альбома группы Death of a Bachelor (2016). Песня обрела популярность в апреле 2022 года, попав в чарты многих стран, включая Австрию, Германию, Нидерланды, Норвегию, Португалию, Швецию и Швейцарию.
28 октября 2022 года, после успеха песни в начале того же года в TikTok, она была выпущена на EP вместе с замедленной и ускоренной версиями.

## Реакция критиков
После выхода в 2016 году песня получила смешанные отзывы критиков. Нейт Чинен из New York Times назвал её песней «об одиночестве и любви», «с интригующим фриссоном». Бен Купишевски из Sputnikmusic включил композицию в список рекомендуемых треков альбома. Однако Лиза Хендерсон из Clash посчитала, что эта песня «неуместна», из-за чего альбом заканчивается «на слегка ошеломляющей ноте».

## Композиция
Песня написана в ключе фа-диез минор. Куплет состоит из аккордовой прогрессии фа-диез, си, ми и ля. В конце каждого куплета аккорды до-диез-доминантсептаккорд и C♯7sus4 соединяются друг с другом, причем последний на полступени ниже первого. Припев состоит из модулированных миксов аккордов куплета, аккордовой прогрессии из фа-диез, ре, ля и до-диез-доминантсептаккорд.

## Чарты

### Недельные чарты
| Чарт (2016)                                  | Пик чарта |
| -------------------------------------------- | --------- |
| США (Billboard Hot Rock & Alternative Songs) | 27        |

| Чарт (2022)                         | Пик чарта |
| ----------------------------------- | --------- |
| Австрия (Ö3 Austria Top 40)         | 11        |
| Чехия (Singles Digitál Top 100)     | 13        |
| Германия (GfK)                      | 12        |
| Мир (Billboard Global 200)          | 106       |
| Greece International (IFPI Greece)  | 29        |
| Венгрия (Single Top 40)             | 15        |
| Венгрия (Stream Top 40)             | 13        |
| Lithuania (AGATA)                   | 54        |
| Нидерланды (Single Top 100)         | 92        |
| Норвегия (VG-lista)                 | 30        |
| Португалия (AFP)                    | 156       |
| Словакия (Singles Digitál Top 100)  | 20        |
| Швеция (Sverigetopplistan)          | 76        |
| Швейцария (Schweizer Hitparade)     | 32        |
| Великобритания (UK Streaming Chart) | 79        |

### Чарты по итогам года
| Чарт (2022)                       | Позиция |
| --------------------------------- | ------- |
| Австрия (Ö3 Austria Top 40)       | 53      |
| Германия (Official German Charts) | 78      |
| Венгрия (Stream Top 40)           | 89      |

## Сертификация
| Регион                                                                      | Сертификация | Продажи   |
| --------------------------------------------------------------------------- | ------------ | --------- |
| Канада (Music Canada)                                                       | Платиновый   | 80 000    |
| Франция (SNEP)                                                              | Золотой      | 100 000   |
| Италия (FIMI)                                                               | Золотой      | 50 000    |
| Польша (ZPAV)                                                               | Платиновый   | 50 000    |
| Великобритания (BPI)                                                        | Золотой      | 400 000   |
| США (RIAA)                                                                  | Платиновый   | 1 000 000 |
| Данные о продажах + прослушиваниях приведены только на основе сертификации. |              |           |